# СИМАЗ-2258
СИМАЗ-2258 — российский полунизкопольный автобус среднего класса, выпускаемый компанией SIMAZ с 2018 года на шасси Isuzu NPR82 и Dongfeng (с 2024 года).

## История
10 июля 2017 года на выставке Иннопром в Екатеринбурге было подписано соглашение между правительством Ульяновской области, японской компанией Isuzu, которая уже имела в Ульяновске свой завод, и ульяновской фирмой СИМАЗ, согласно которому предполагалось начало производства в Ульяновске автобусов на шасси Isuzu. Производство началось в январе 2018 года на площадях бывшего завода Baw-Rus Motor Corporation.
За основу автобуса СИМАЗ-2258 было взято японское шасси Isuzu NPR82. На разработку автобуса было потрачено 9 месяцев. Масса модели с дизельным двигателем внутреннего сгорания составляет 9,5 тонн, масса газомоторной модификации (СИМАЗ-2258 CNG) — 7,5 т. Автобус оснащён системой кондиционирования и отопителем Webasto. 
Во втором квартале 2020 года был налажен выпуск междугородного автобуса.
В декабре 2024 года на выставке Comtrans был представлен обновлённый вариант автобуса СИМАЗ-2258 на шасси Dongfeng. Автобус оснащён двигателем Yuchai объёмом 4160 см3, мощностью 160 л. с. и крутящим моментом 600 Н·м в паре с шестиступенчатой механической трансмиссией Fast Gear.

## Эксплуатация
Автобусы СИМАЗ-2258 эксплуатируются в Ульяновске, Владивостоке, Донецке, Зеленодольске, Иваново, Иркутске, Кисловодске, Костроме, Краснодаре, Крыму, Кургане, Курске, Московской области, Новосибирске, Перми, Ростове-на-Дону, Рязани, Свердловской области, Севастополе, Свободном, Твери, Туле, Тюмени, Хабаровске, Ханты-Мансийске, Челябинске, Якутии, Вологде и др.

## Модификации
- SIMAZ 2258-538
- SIMAZ 2258-30
- SIMAZ 2258-526
- SIMAZ 2258-539
- SIMAZ 2258-554 (558)
- SIMAZ 2258-542
- SIMAZ 2258-962 — версия с 5,0-литровым двигателем Weichai и АКПП Allison. Имеет две автоматические двери спереди и посередине[11].